# Stuttgarter Weindorf

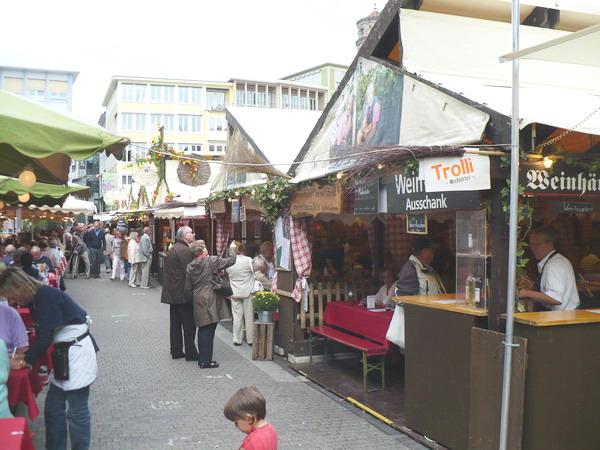
Weinlauben auf dem Marktplatz

Das Stuttgarter Weindorf ist ein jährlich in Stuttgart stattfindendes Weinfest. Das Weindorf beginnt traditionell am letzten Mittwoch im August und dauert zwölf Tage. Es hat jährlich mehrere hunderttausend Besucher.

## Ablauf
Das Weindorf besteht aus rund 120 Weinlauben, die aus Holz und nach Veranstalterangaben „schwäbisch-volkstümlicher Tradition“ geschmückt sind. In ihnen schenken Stuttgarter Gastronomen/Weingärtner über 200 baden-württembergische Weine aus. Dazu werden typisch schwäbische Gerichte angeboten.
Veranstaltet wird das Fest in Stuttgart-Mitte auf dem Marktplatz, dem Schillerplatz und der Kirchstraße.

## Geschichte
Das Weindorf wurde 1976 vom Pro-Stuttgart-Verkehrsverein ins Leben gerufen.

## Stuttgarter Weindorf in anderen Städten
Ab 1986 veranstaltete Pro Stuttgart e. V. jährlich im Sommer für rund 17 Tage einen Ableger des Stuttgarter Weindorfs in Hamburg. Das Fest war damals von Hubert Jungesblut, Bezirksbürgermeister Hamburg-Mitte, und dem Stuttgarter Oberbürgermeister Manfred Rommel ins Leben gerufen worden. Dafür wurde ein Teil der Lauben nach Hamburg transportiert und dort auf dem Rathausmarkt aufgebaut. 2015 fand es zum 30. und letzten Mal statt.
Im Gegenzug findet jedes Jahr auf dem Stuttgarter Karlsplatz ein Hamburger Fischmarkt statt.
In den Jahren 1998 und 2001 gab es ein Stuttgarter Weindorf in Berlin.